# Obrež, Pećinci
Obrež (izvirno srbsko Обреж) je naselje v Srbiji, ki upravno spada pod Občino Pećinci; slednja pa je del Sremskega upravnega okraja.

## Demografija
V naselju živi 1083 polnoletnih prebivalcev, pri čemer je njihova povprečna starost 38,8 let (36,2 pri moških in 41,5 pri ženskah). Naselje ima 431 gospodinjstev, pri čemer je povprečno število članov na gospodinjstvo 3,25.
To naselje je, glede na rezultate popisa iz leta 2002, večinoma srbsko, a v času zadnjih treh popisov je opazno zmanjšanje števila prebivalcev.
|  |

| Demografija | Demografija     | Demografija     |
| Leto        | Št. prebivalcev | Št. prebivalcev |
| ----------- | --------------- | --------------- |
|             |                 |                 |
|             |                 |                 |
|             |                 |                 |
|             |                 |                 |
| 1948        | 1327            |                 |
| 1953        | 1254            |                 |
| 1961        | 1312            |                 |
| 1971        | 1387            |                 |
| 1981        | 1429            |                 |
| 1991        | 1417            | 1401            |
| 2002        | 1437            | 1400            |
|             |                 |                 |

| Etnična sestava po popisu iz leta 2002 | Etnična sestava po popisu iz leta 2002 | Etnična sestava po popisu iz leta 2002 | Etnična sestava po popisu iz leta 2002 | Etnična sestava po popisu iz leta 2002 |
| -------------------------------------- | -------------------------------------- | -------------------------------------- | -------------------------------------- | -------------------------------------- |
| Srbi                                   | Srbi                                   |                                        | 1.308                                  | 93,42%                                 |
| Romi                                   | Romi                                   |                                        | 54                                     | 3,85%                                  |
| Slovaki                                | Slovaki                                |                                        | 11                                     | 0,78%                                  |
| Madžari                                | Madžari                                |                                        | 4                                      | 0,28%                                  |
| Hrvati                                 | Hrvati                                 |                                        | 2                                      | 0,14%                                  |
| Makedonci                              | Makedonci                              |                                        | 2                                      | 0,14%                                  |
| Jugoslovani                            | Jugoslovani                            |                                        | 2                                      | 0,14%                                  |
| Slovenci                               | Slovenci                               |                                        | 1                                      | 0,07%                                  |
| Rusini                                 | Rusini                                 |                                        | 1                                      | 0,07%                                  |
| Romuni                                 | Romuni                                 |                                        | 1                                      | 0,07%                                  |
| Neznano                                | Neznano                                |                                        | 9                                      | 0,64%                                  |